# Géraud-Muarice-Marie-Joseph de Fontanges
Géraud-Muarice-Marie-Joseph de Fontanges, francoski general, * 1882, † 1945.